# Unitat perifèrica d'Atenes Septentrional
L'Atenes Septentrional (Περιφερειακή Ενότητα Βορείου Τομέα Αθηνών, Perifereiakí Enótita Voreíou Toméa Athinón) és una unitat perifèrica de l'Àtica, a Grècia. La seua capital és el municipi de Kifissià i el més populós és el de Khalandri.

## Geografia

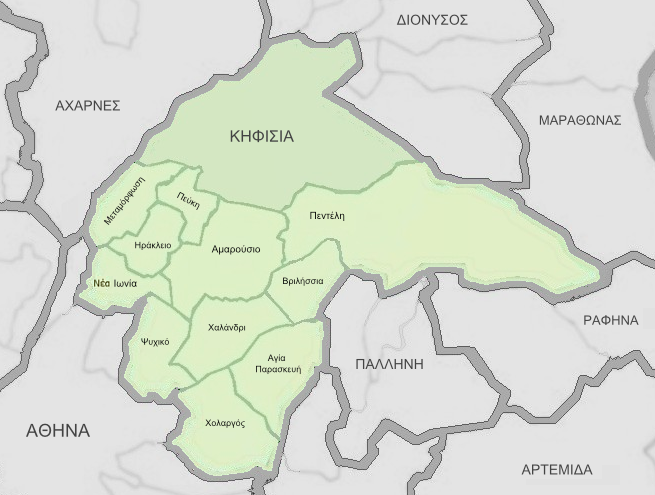
Municipis d'Atenes Septentrional

La unitat perifèrica d'Atenes Septentrional es troba geogràficament localitzada a la part més nord-oriental de la perifèria de l'Àtica, limitant al nord, est i oest amb la unitat perifèrica de l'Àtica Oriental i al sud amb la unitat perifèrica d'Atenes Central. L'Atenes Septentrional s'estén per la conca de l'Àtica i està envoltada pels monts Parnes, Pentèlic, Himet i Tourkovounia, amb una superfície total de 138,78 quilòmetres quadrats (km²).
L'Atenes Septentrional, administrativament subdividida en 12 municipis, forma part de l'àrea metropolitana d'Atenes, com quasi tota la perifèria de l'Àtica.

### Municipis
| |          |          |          |
| \| Municipi \| Població \| Extensió \| Densitat \| \| ----------------- \| -------- \| -------- \| -------- \| \| Agia Paraskeví \| 62.147 \| 7,93 \| 7.524 \| \| Amarousion \| 71.830 \| 12,9 \| \| \| Vrilíssia \| 32.417 \| 3,85 \| \| \| Iràklio \| 50.494 \| 4,65 \| \| \| Kifissià \| 72.878 \| 35,1 \| \| \| Lykovrysi-Pefki \| 30.998 \| 3,74 \| \| \| Metamórfosi \| 30.174 \| 5,5 \| \| \| Néa Ionía \| 64.611 \| 4,4 \| \| \| Papágou-Kholargós \| 45.266 \| 8,63 \| \| \| Pentéli \| 35.610 \| 36 \| \| \| Filothei-Psikhikó \| 27.636 \| 6,2 \| \| \| Khalandri \| 77.102 \| 10,8 \| \| \| Total \| 601.163 \| 138,78 \| 4.315 \| |          |          |          |
| Municipi | Població | Extensió | Densitat |
| Agia Paraskeví | 62.147   | 7,93     | 7.524    |
| Amarousion | 71.830   | 12,9     |          |
| Vrilíssia | 32.417   | 3,85     |          |
| Iràklio | 50.494   | 4,65     |          |
| Kifissià | 72.878   | 35,1     |          |
| Lykovrysi-Pefki | 30.998   | 3,74     |          |
| Metamórfosi | 30.174   | 5,5      |          |
| Néa Ionía | 64.611   | 4,4      |          |
| Papágou-Kholargós | 45.266   | 8,63     |          |
| Pentéli | 35.610   | 36       |          |
| Filothei-Psikhikó | 27.636   | 6,2      |          |
| Khalandri | 77.102   | 10,8     |          |
| Total | 601.163  | 138,78   | 4.315    |

## Història
La unitat perifèrica d'Atenes Septentrional fou creada l'1 de gener de 2011 pel programa Cal·lícrates com a escissió successora de l'antiga prefectura d'Atenes, dissolta aleshores.

### Històric de Vice-governadors
- Kóstas Maniátis (2011-2014)
- Giórgos Karaméros (2014-2019)
- Loukía Kefalogiánni (2019-present)[3]